# Улица Саина (Алма-Ата)
Улица Саина (каз. Сайын атындағы көше) — улица в Ауэзовском районе города Алма-Аты. Является частью Малого транспортного кольца Алма-Аты.

## Расположение
Улица Саина проходит с севера на юг от проспекта Рыскулова до проспекта Аль-Фараби, между микрорайонами 1,3,6,9,10а, Аксай-1,2,4, Жетысу-1,2, Мамыр. Пересекает улицы: Райымбека, Толе би, Кабдолова, Жубанова, Улугбека (Домостроительная), проспект Абая, Донорская (Койшыманова Акана), Шаляпина, улица Юрия Кима , Жандосова.
Протяженность 7000 м. Сформировалась в 1960-х годах в связи с расширением городской черты и жилищной застройкой юго-западной части города. Застроена многоэтажными жилыми домами, была озеленена.

## Происхождение названия
Названа в марте 1964 года в честь казахского советского поэта Жумагали Саина.

## Озеленение и благоустройство
В советские годы по обеим сторонам улицы были построены благоустроенные пешеходные тротуары, которые представляли собой тенистые аллеи, которые были озеленены лиственными породами деревьев таких как: тополь, дуб, карагач. Были проложены магистральные оросительные арыки, которые летом ежедневно были полноводными.

## Примечательные здания и сооружения
На улице Саина расположены:
- Трамвайно-троллейбусный завод (ныне Торговый центр Метро);
- Корпус КазЭУ (бывший заочный институт советской торговли, институт повышения квалификации руководящих работников и специалистов торговли, НИИ изучения спроса населения на товары народного потребления и конъюктуры торговли (Казахский филиал ВНИИКС));

## Транспорт
По улице проходят многие троллейбусные и автобусные маршруты.

### Троллейбус
- 5: Ж/д вокзал Алматы 2, ул. Абылай хана, ЦУМ, пр. Абая, Центральный стадион, Цирк, мкр-ны 3,4,5,6,7,8, ул. Саина, КазЭУ, мкр. Жетысу-2, мкр. Жетысу-3, ул. Жубанова, рынок «Арыстан», мкр. Аксай-4, Аксай-5, ул. Момышулы, ул. Маречека, конечная мкр. Аксай-3.
- 6: Ж/д вокзал Алматы 2, ул. Абылай хана, ЦУМ, пр. Абая, ул. Ауэзова, ул. Сатпаева, ТРК Адк, ул. Щепеткова, ул. Шаляпина, мкр-ны 8,9,10,10А,11,12, ул. Алтынсарина, ТЮЗ им. Н.Сац, ул. Саина, мкр Мамыр 1,2,3,6,7, мкр Школьный, ул. Момышулы, мкр. Жетысу-2, мкр. Жетысу-3, ул. Жубанова, рынок «Арыстан», мкр. Аксай-4, Аксай-5, ул. Маречека, конечная мкр. Аксай-3.
- 11: Зелёный базар, ул. Жибек Жолы, ул. Пушкина, ул. Гоголя, Парк 28 Панфиловцев, ул. Калдаякова, ул. Богенбай батыра, пр. Достык, пр. Абая, КазНАУ, КАЗНТУ, АУЭС, ул. Байтурсынова, КазНУ, ул. Тимирязева, Плодоконсервный завод, ул. Жандосова, КазЭУ, ул. Алтынсарина, мкр-ны 1,2,4,5,7,8,10,11,12, ул. Саина, ул. Жубанова, рынок «Арыстан», мкр. Аксай-4, мкр. Аксай-5, ул. Момышулы, ул. Маречека, конечная мкр. Аксай-3.

### Трамвай
Восточнее улицы Саина от улицы Торайгырова в южную сторону проходят трамвайные пути с разворот, по которым ходил трамвай № 6 (ныне не ходит).

## Продление на север
- Между проспектом Рыскулова и ул. Монке Би разрыв 3.3 км в стадии строительства.
- От Монке Би До Сорбулакского тракта 8 км — участок готов.
- От Сорбулакского тракта до БАКАД 6 км в стадии строительства. По прямой длина между крайними точками составит 22 км.
- До Междуреченского останется 8 км, в отдалённой перспективе будет соединена с трассой М36

## Фотогалерея
- Перекресток улиц Саина-Жандосова (2 октября 2014 года)
- Вид на Большой Алматинский пик с перекрестка улиц Саина-Шаляпина (30 сентября 2014 года)
- Транспортная развязка на перекрестке улиц Саина-Шаляпина (2 октября 2014 года)
- Пограничный знак Ауэзовского района на перекрестке улиц Саина-Жандосова. (2 октября 2014 года)
- Юго-западная часть перекрестка Саина-Абая (3 октября 2014 года)
- Вид на проспект Абая в направлении на северо-восток с перекрестка улицы Саина-Абая. (3 октября 2014)
- Торговый центр на западной стороне улицы Саина. Вид с пешеходного перехода между улицами Шаляпина и Абая. (3 октября 2014)
- Аллея на западной стороне улицы Саина, ниже перекресечения с проспектом Абая. (14 октября 2014 года).